# Ярославське (Алапаєвський міський округ)
Яросла́вське (рос. Ярославское) — село у складі Алапаєвського міського округу (Верхня Синячиха) Свердловської області.
Населення — 241 особа (2010, 258 у 2002).
Національний склад населення станом на 2002 рік: росіяни — 94 %.